# Kruisberg (Wahlwiller)

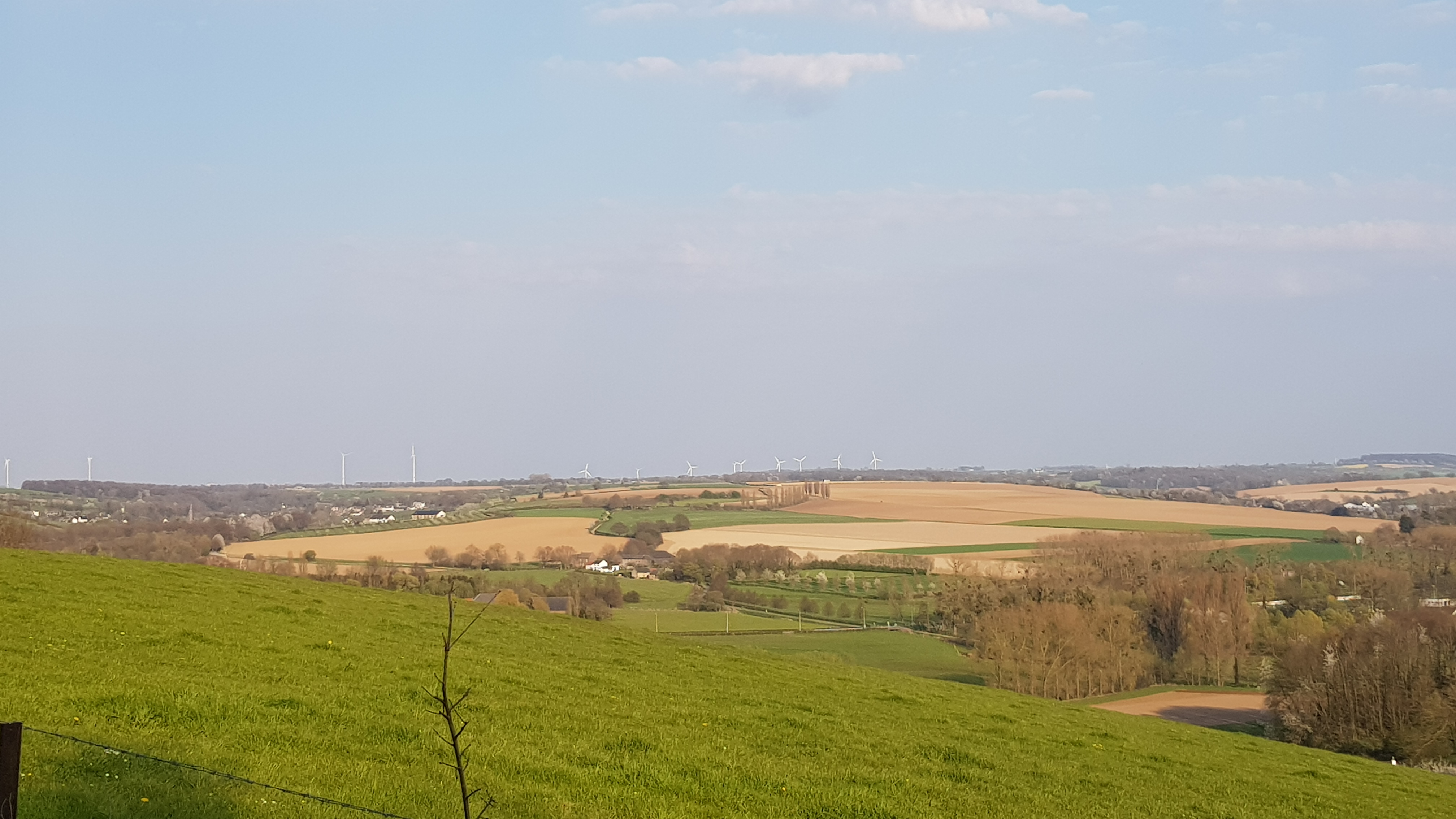
De Kruisberg gezien vanaf de Dolsberg

De Kruisberg (ook wel Botterweck of De Eik genoemd) is een heuvel in het Heuvelland gelegen ten noorden van Wahlwiller in het zuiden van de Nederlandse provincie Limburg. Ten zuiden van de Kruisberg stroomt de Selzerbeek. Ten noorden van de Kruisberg ligt het dal van de Eyserbeek en ligt het dorp Eys. Boven op de Kruisberg ligt een kruising waar zes wegen samenkomen; twee vanuit Eys (waarvan een uit Overeys), een uit Baneheide, een uit Nijswiller, een uit Wahlwiller en een vanuit de richting van Eyserlinde en de buurtschappen Eyserhalte en Cartils. De Kruisberg maakt deel uit van een heuvelrug die loopt van het monument aan de Wittemerweg tussen Eys en Wittem tot voorbij Baneheide. Over deze heuvelrug loopt de Karstraat.
De Kruisberg is het westelijke uiteinde van het Plateau van Bocholtz.

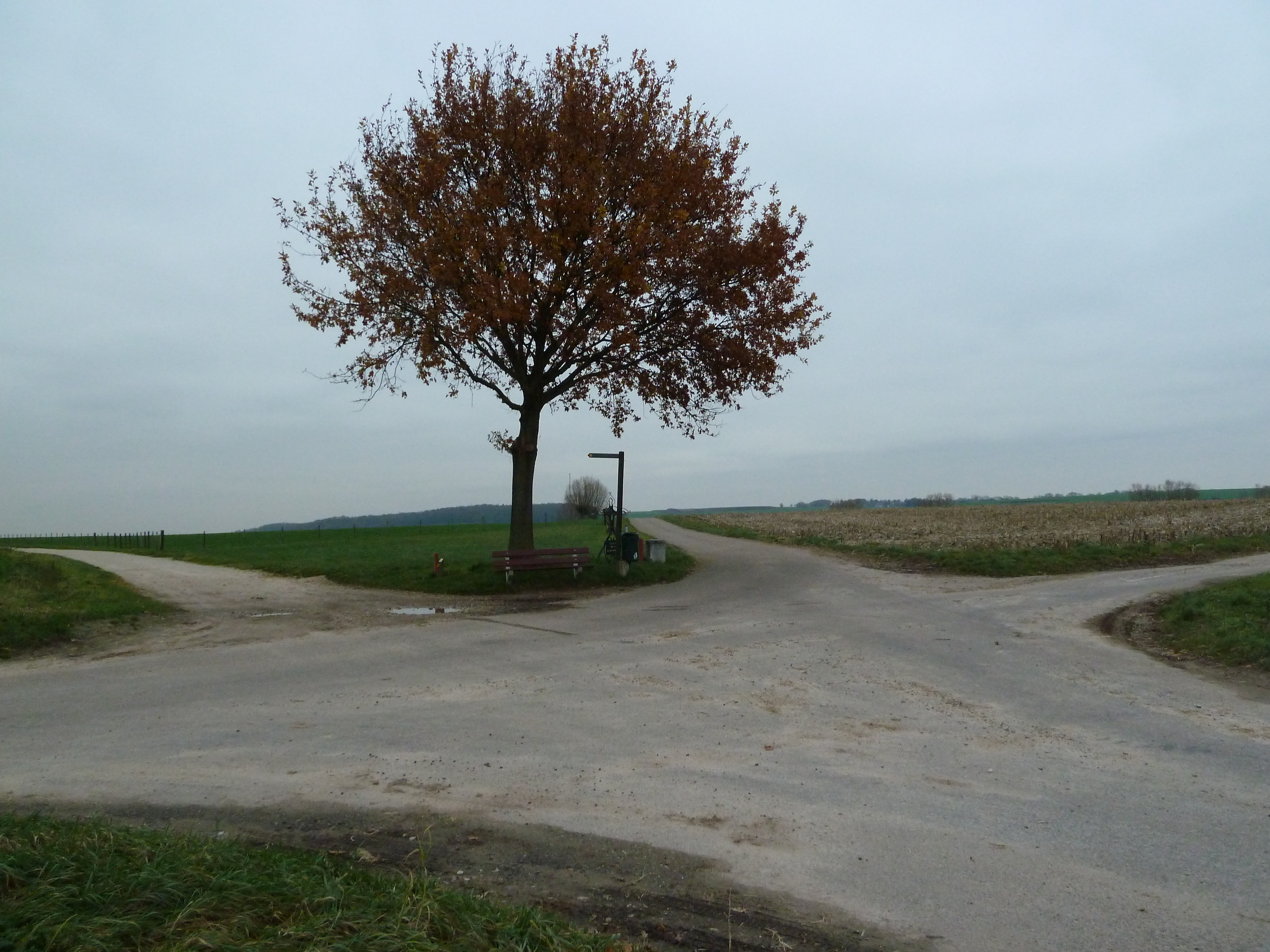
De zessprong met de eikenboom
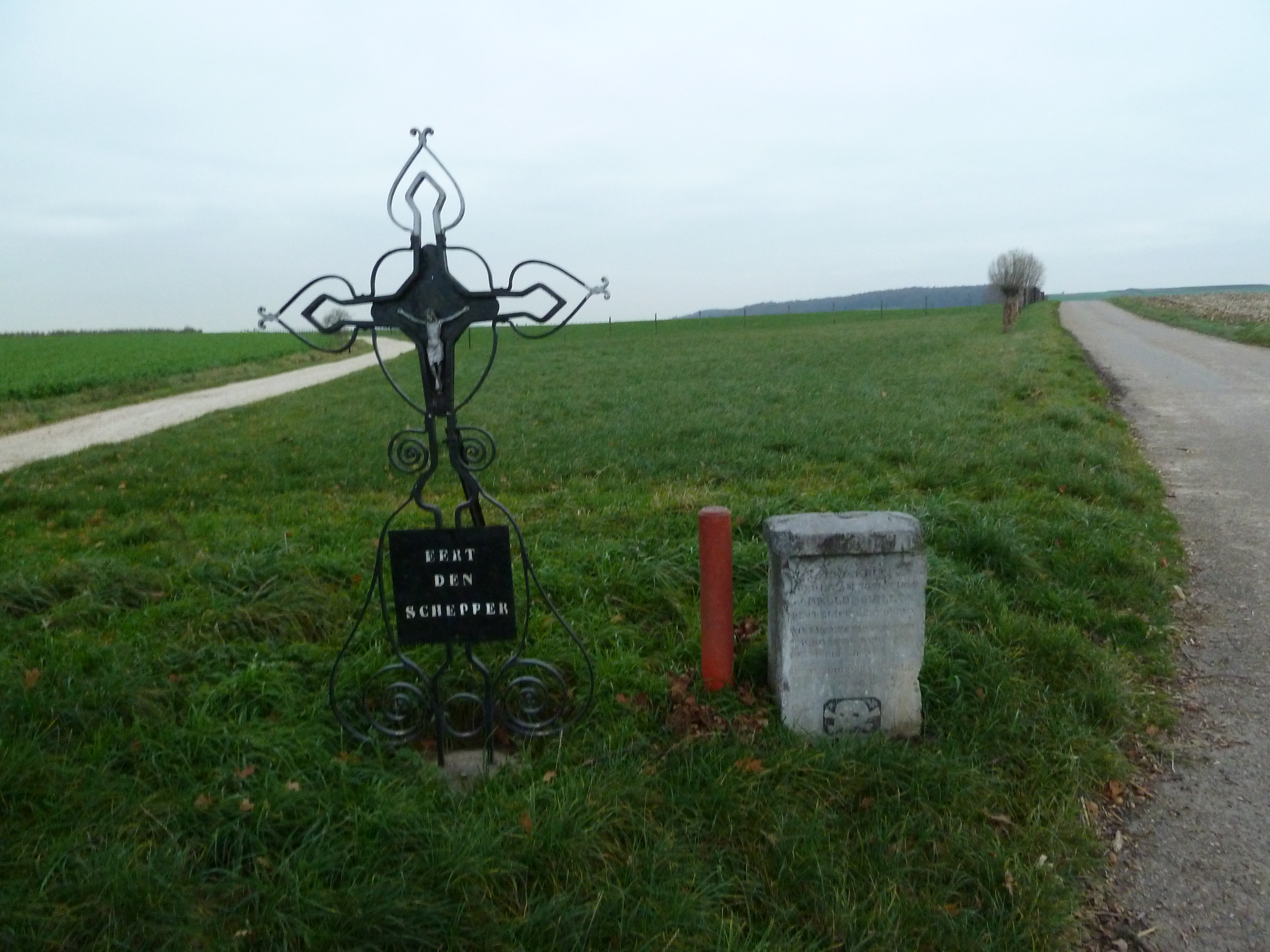
Wegkruis met steen
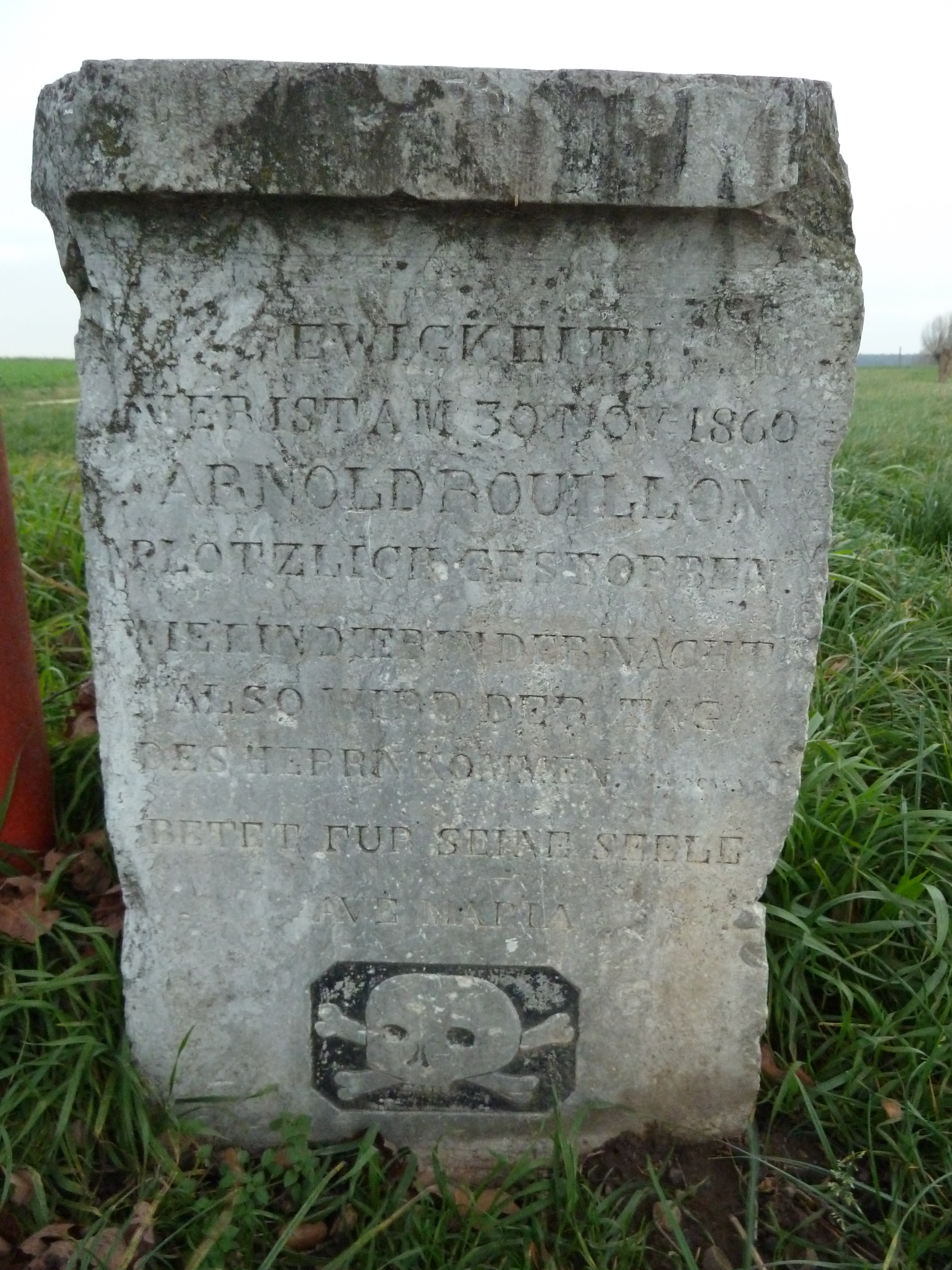
De steen
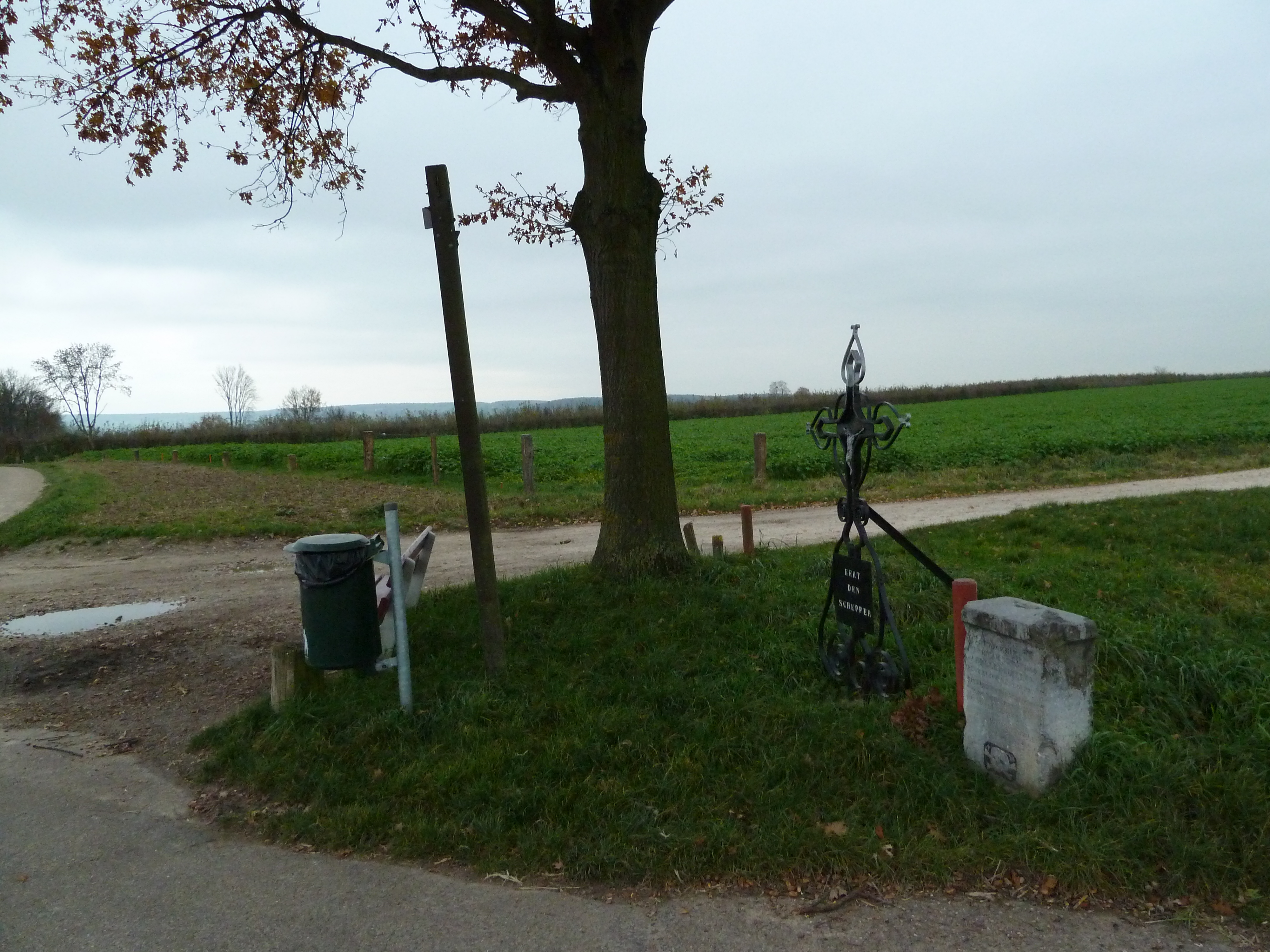
De eikenboom

## Wielrennen
De helling is meermaals opgenomen in de wielerklassieker Amstel Gold Race. De klim wordt dan eenmaal bedwongen, als 27ste klim na de Gulperberg en voor de Eyserbosweg.